# Only You (Cheat Codes e Little Mix)
Only You è un singolo del gruppo musicale statunitense Cheat Codes e del girl group britannico Little Mix, pubblicato il 22 giugno 2018.

## Video musicale
Il videoclip ufficiale della canzone è stato pubblicato il 12 luglio 2018 e tratta la storia di due ragazze innamorate, interpretate da Lisa Starrett e Peyton List.